# Kubai szúnyogkapó
A kubai szúnyogkapó (Polioptila lembeyei) a madarak osztályának a verébalakúak (Passeriformes) rendjéhez és a szúnyogkapófélék (Polioptilidae) családjához tartozó faj.

## Rendszerezése
A fajt Juan Cristóbal Gundlach német ornitológus írta le 1858-ban, a Culicivora nembe Culicivora lembeyei néven.

## Előfordulása
Kuba területén honos. A természetes élőhelye szubtrópusi és trópusi síkvidéki száraz cserjések. Állandó nem vonuló faj.

## Megjelenése
Testhossza 10-11 centiméter, testtömege 4,5-5 gramm.

## Életmódja
Ízeltlábúakkal táplálkozik.

## Természetvédelmi helyzete
Az elterjedési területe nem nagy és egyedszáma is csökkenő, de még nem éri el a kritikus szintet. A Természetvédelmi Világszövetség Vörös listáján nem veszélyeztetett fajként szerepel.